# Jacques Bizet

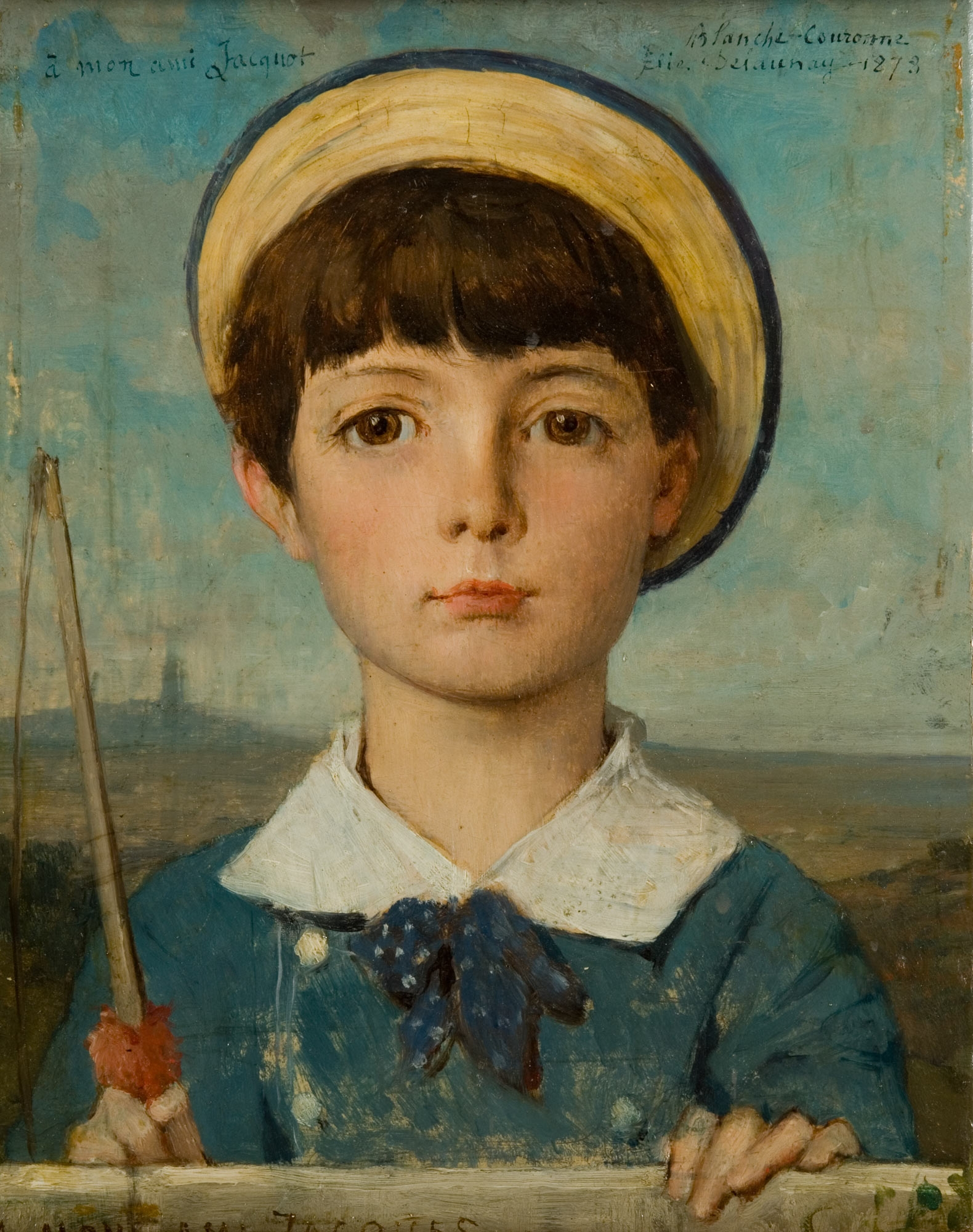
Porträt des sechsjährigen Jacques Bizet von Jules-Élie Delaunay, Musée des Beaux-Arts de Nantes

Jacques Bizet (* 10. Juli 1872 in Paris; † 3. November 1922 ebenda) war ein französischer Unternehmer und Schriftsteller. Er war der Sohn des Komponisten Georges Bizet.
Nachdem sein Vater starb, als Bizet drei Jahre alt war, heiratete seine Mutter Geneviève Halévy Bizet den Anwalt Émile Straus. In seiner Schulzeit ging Jacques zeitweise mit dem späteren Schriftsteller Marcel Proust in dieselbe Klasse, woraus eine lebenslange Freundschaft entstand. Jedoch war sie von Seiten Prousts so innig, dass dieser sich in Bizet verliebte; den von Proust erwünschten gemeinsamen Geschlechtsverkehr hatte Bizet aber abgelehnt.
Nach der Schulzeit studierte Bizet an der Universität Paris zwei Jahre lang Medizin, bevor er als Journalist tätig wurde und zusammen mit Proust und seinem Cousin Daniel Halévy das Literaturmagazin Le Banquet herausgab. Es veröffentlichte 1892 die ersten französischen Übersetzungen von Schriften Friedrich Nietzsches, der selbst ein Verehrer der Opernmusik von Bizets Vater war. Im März 1893 wurde das Magazin ohne Vorankündigung und Begründung eingestellt. In der Folge verfasste Bizet einige durch Pierre Carlet de Marivaux und Oscar Wilde beeinflusste Theaterstücke.
Lebenslang verehrte Bizet die Musik seines Vaters, welcher ihm durch seinen frühen Tod als legendär anmutende Lichtgestalt erschien. So versuchte Bizet bis 1908 mehrmals, den bekannten Musikkritiker und bekennenden Verehrer seines Vaters, Romain Rolland, zu überzeugen, eine ausführliche Biografie von Georges Bizet zu verfassen. Obwohl Rolland nicht abgeneigt war, kam er zeitlebens nie dazu, was Bizet enttäuschte.
Daneben war Bizet als Generalrepräsentant von Georges Richard tätig, mit welchem er die Automobilfirma Unic gründete. Dadurch machte er Bekanntschaft mit Jules Salomon. Dank seines finanziellen Engagements gründete er 1909 zusammen mit Richard und Salomon die spätere Automobilfirma Le Zèbre, welche bis 1911 unter dem Namen „Bizet Constructeur“ arbeitete.
Während jahrelanger Alkohol- und Drogenprobleme beschäftigte sich Bizet intensiv mit dem Selbstmord, welchen er schließlich 1922 durch einen Kopfschuss vollzog, nur fünfzehn Tage vor Prousts Tod.